# Kavadar
Kavadar (cyr. Кавадар) – wieś w Serbii, w okręgu pomorawskim, w gminie Rekovac. W 2011 roku liczyła 364 mieszkańców.